# アンドリュー・ライト
アンドリュー・ライト（英: Andrew Light、1966年 - ）はアメリカの哲学者、環境倫理学者、ジョージ・メイソン大学教授。

## 人物
- 技術哲学、環境哲学、マルクス主義政治理論についての多くの論文がある。
- 倫理学者が実際の環境問題の解決に貢献するための方法論的環境プラグマティズムという立場に立つ。

## 共編著
- アンドリュー・ライト＋エリック・カッツ 編『哲学は環境問題に使えるのか : 環境プラグマティズムの挑戦』岡本裕一朗＋田中朋弘 監訳、慶應義塾大学出版会、2019年。